# تپه تی
تی، روستایی از توابع بخش مرکزی شهرستان دورود در استان لرستان ایران است.
به دلیل شرایط خاص طبیعی که روستای تی دارد و همچنین قرار گرفتن این روستا در جوار امامزاده پیرعبدالله، سالانه افراد زیادی جهت زیارت و گذراندن اوقات فراغت خود به روستای تی سفر میکنند.
منطقهٔ هلور از لحاظ جغرافیایی منطقه‌ای کوهستانی با پوشش جنگلی درخت بلوط است که در ۳۵ کیلومتری شهرستان دورود قرار گرفته‌است.
از لحاظ چشمه سارها در سطح استان یکی از پر چشمه‌ترین مناطق است. روستاهایی که در این منطقه واقع‌اند عبارتند از:چم چیت، برآفتاب، دره چنار، جله، عمارت و روستای تی.
این روستاها زیر نظر بخش مرکزی شهرستان دورود اداره می‌شوند.

از لحاظ شرایط طبیعی این منطقه خصوصاً روستای تی که آخرین روستا هم هست و در نزدیکی درهٔ نیگا قرار دارد، چشم نوازی‌های فراوانی دارد. اغراق نیست اگر این روستا و در کل شهرستان دورود را پایتخت طبیعت ایران بنامیم. روستای تی درمیان سلسله جبال اشتران‌کوه (آلپ ایران) قرار گرفته‌است که زیبایی‌های خاصی را به این روستا بخشیده‌اند. کوه‌هایی مثل؛هفت کوه، ریل، سرسبز و دنباله‌های کوه پریز.
جاده‌ای که این منطقه را به شهرستان دورود وصل می‌کند تا سال‌های اخیر خاکی بود اما هم اکنون بخش اعظم این جاده دردست تعمیر است بخشی از آن نیز آسفالت شده‌است. مردم روستای تی اکثراً از طریق پرورش ماهی امرار معاش می‌کنند. بعضی هم به پرورش دام مشغولند.
متاسفانه به دلیل نبود زیر ساخت‌های لازم برای توسعه گردشگری، هجوم بیش از حد علاقه‌مندان به طبیعت در فصل تابستان به این منطقه و عدم مسئولیت پذیری گردشگران محترم، طی سالیان اخیر صدمات جبران ناپذیری به جنگل‌های این منطقه وارد شده‌است. عدم تعریض مناسب جاده و حجم بالای ترافیک در فصل تابستان، جاده ای که این منطقه را به شهرستان دورود وصل می‌کند را بسیار خطرناک ساخته است. از طرفی به دلیل عدم وجود فرهنگ گردشگری بین مراجعین به این منطقه، حجم عظیمی از مواد آلوده و ارد رودخانه می‌شود که کسب و کار مردم این مناطق که پرورش ماهی است را مختل کرده‌است. لذا از مسئولین محترم محیط زیست و سازمان‌های مسئول در شهرستان دورود انتظار می‌رود که با ساماندهی به وضعیت این منطقه، از نا بودی یکی از بکرترین و مهم‌ترین ذخایر حیات و حش، مراتع و جنگل‌های کشور جلوگیری کنند.

## جمعیت
این روستا از توابع (بخش مرکزی شهرستان دورود) است و براساس سرشماری مرکز آمار ایران در سال ۱۳۹۵، جمعیت آن ۱۹۶ نفر (۱۴۱)خانوار بوده‌است.